# Business Jump
Business Jump (ビジネスジャンプ, Bijinesu Janpu) est un magazine de prépublication de mangas de type seinen publié par Shūeisha entre juillet 1985 et novembre 2011. Débuté avec une parution mensuelle en juillet 1985, il devient mensuel en mars 1986,. Il est remplacé par le magazine Grand Jump,.